# Erik Bohlin
Erik Viktor "Orsa" Bohlin (né le 1er juin 1897 à Orsa et mort le 8 juin 1977 dans la même ville) est un coureur cycliste sur piste et cycliste sur route suédois des années 1920.

## Biographie
En 1924, il termine 7e de la course sur route, ce qui lui permet de remporter la médaille de bronze au classement par équipes avec Gunnar Sköld et Ragnar Malm.
Au cours de sa carrière, Bohlin remporte 4 titres nationaux deux courses de six jours. Il met fin à sa carrière en 1927, après les Championnats du monde amateurs qu'il termine à la 4e place. Il se lance alors dans le sport motocycliste où il établit le record de Suède de vitesse.

## Palmarès
- 1924
  -  Médaillé de bronze du classement par équipes aux Jeux olympiques de Paris (avec Gunnar Sköld et Ragnar Malm)
  - Sex-Dagars
- 1926
  - Sex-Dagars